# Göteborgs Jästfabriksaktiebolag

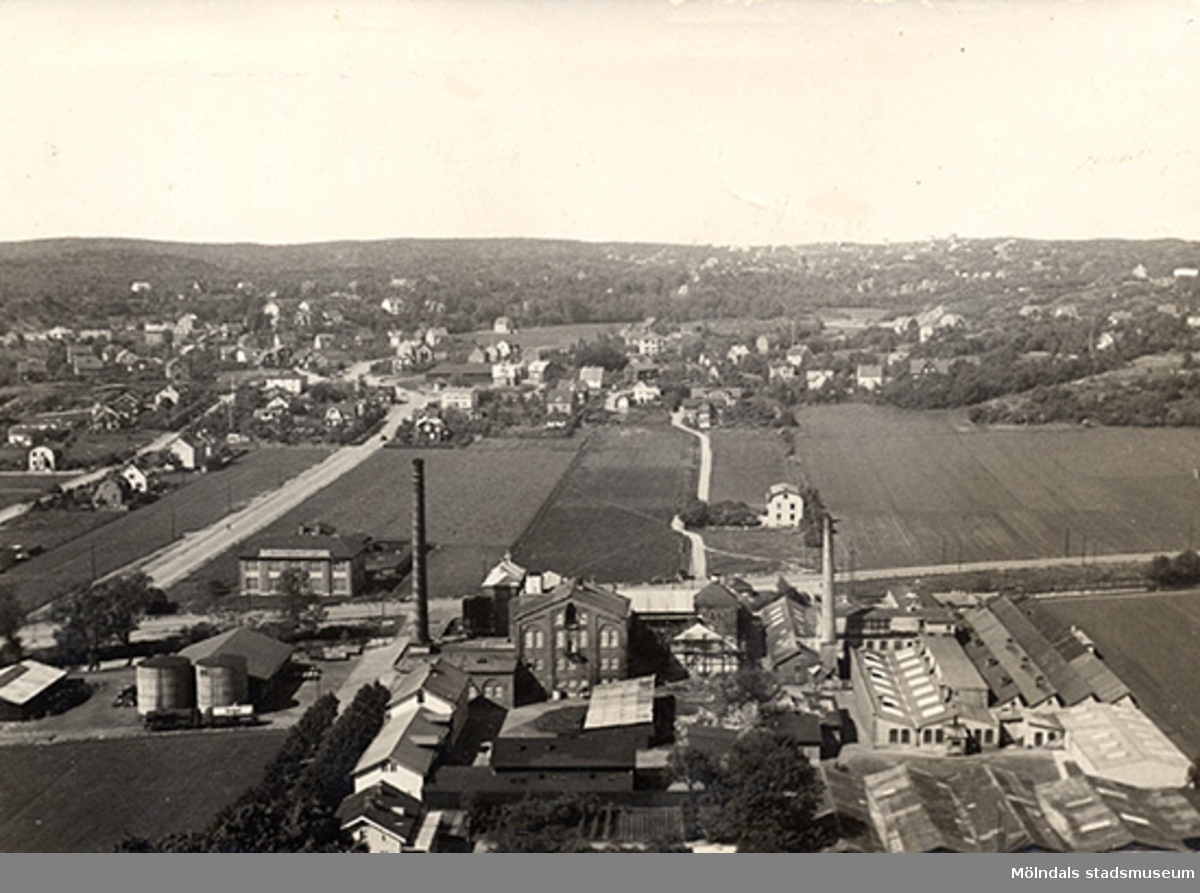
Göteborgs Jästfabrik i Mölndal omkring 1930.

Göteborgs Jästfabriksaktiebolag var ett företag som tillverkade jäst och brännvin, etablerat år 1875 i Mölndal.
Fabriken anlades på gården Presentens ägor och tillverkningen startade i maj år 1875. Första året producerades 161 000 skålpund jäst och 78 000 kannor brännvin. Fabriken utökades år 1876, men den förstördes i en eldsvåda i november 1884. Den återuppbyggdes och tillverkningen återupptogs i augusti året därpå.
Företaget hade grundats i Stockholm, men år 1888 överflyttades aktiemajoriteten till Göteborg, där styrelsen fick sitt säte. År 1889 installerades ett reningsverk för sprit, vilket gjorde det möjligt att tillverka finare brännvinssorter och förskuren cognac, men även tillverkning av whisky och punsch inleddes. Den tillverkningen pågick till år 1909. Enligt dokumentärfilmen Between yeast and stills av Carl Lönndahl är bolagets tillverkning av whisky den första kända tillverkningen i Sverige.
I början av 1900-talet övergick aktiemajoriteten till Stockholms Norra Jästaktiebolag och de båda bolagen kom senare att gå samman i Svenska Jästfabriks Aktiebolaget. Tillverkningen i Mölndal fortsatte efter sammanslagningen.